# Collège de 'Pataphysique
Il Collège de 'Pataphysique (in italiano "Collegio di Patafisica"), è un'associazione francese che ha per scopo la promozione e lo studio della Patafisica. Creato nel 1948, ha riaperto i battenti nel 2000 dopo 25 anni di sospensione. In occasione della riapertura, la Biblioteca nazionale di Francia ha presentato la patafisica in questi termini:
Da parte sua, il collegio di patafisica, nei suoi manifesti, mette in guardia il pubblico:

## Pubblicazioni
I Quaderni del collegio di patafisica (Cahiers du Collège de 'Pataphysique), in seguito i Dossiers, i Subsidia Pataphysica ed infine i Carnets trimestriels, hanno pubblicato una gran quantità di testi inediti di Alfred Jarry e numerosi studi sulla sua vita e la sua opera. Inoltre, George-Albert Aurier, Christophe, Charles Cros, Léon-Paul Fargue, Franc-Nohain, André Gide, James Joyce, Georg Christoph Lichtenberg, Pierre François Lacenaire, Germain Nouveau, Raymond Roussel, Erik Satie, Paul Valéry, Jules Verne, e tra i contemporanei Antonin Artaud, Arthur Cravan, René Daumal, Max Jacob, Jacques Rigaut, Julien Torma, o dei «Dignitari del collegio» come Enrico Baj, René Clair, Marcel Duchamp, Philippe Dumarçay, Max Ernst, Jean Ferry, Roger Grenier, Henri Jeanson, Michel Leiris, Armen Lubin, André Martel, Joan Miró, Pierre Mac-Orlan, Pascal Pia, Jacques Prévert, Raymond Queneau, Man Ray, Camille Renault, Maurice Saillet, Siné, Boris Vian, Paul-Émile Victor, vi hanno pubblicato delle opere inedite. Documenti di ogni tipo, scritti dimenticati e non, grandi e «cattive» poesie, modesti ritagli di stampa, opere d'arte e di non-arte, graffiti, musica, giochi di parole, mitologie scientifiche o non (queste ultime sono spesso le precedenti vecchie di venti anni), beatitudini ecc., sono state (e vengono ancora) pubblicate.
Il collegio ha, per la prima volta, stampato un componimento di Eugène Ionesco nel 1952. Altri tre l'hanno seguito. 
Parimenti, il collegio ha stampato delle opere inedite di Julien Torma. Molti testi, tra cui les Bâtisseurs d'Empire, sono apparsi quand'era ancora in vita Boris Vian; l'anno successivo alla sua morte sono apparsi Goûter des Généraux ed il Dossier Boris Vian.
Nella rivista sono apparsi anche i primi lavori di letteratura potenziale (l'OuLiPo è una commissione del collegio).
Sono stati dedicati fascicoli importanti a Rabelais, al simbolismo, alla Morale, ad Ubu (due volte), a Faustroll, a la Dragonne, a Raymond Queneau.
Il collegio ha anche pubblicato in lingua non francese. Istituzione internazionale per principio, lo è divenuta di fatto in seguito all'apertura degli istituti di Buenos Aires, di Milano e di Roma; gruppi attivi sono presenti anche in Gran Bretagna, nell'America del nord e nei Paesi Bassi. Le creazioni di Kevin Ayers all'epoca di Soft Machine gli hanno valso una nomina al collegio.